# Centro Cultural de Cooperación Floreal Gorini
El Centro Cultural de Cooperación “Floreal Gorini” es un centro cultural argentino creado por el Instituto Movilizador de Fondos Cooperativos (IMFC) que actúa como un espacio para facilitar el desarrollo de una intelectualidad crítica, afirmada en los principios y valores de la cooperación.

## Historia
Fundado en 1998, el Centro Cultural de la Cooperación se instaló primero en un edificio del centro de Buenos Aires, en la calle Maipú 73. En 1999, se llamó a un concurso de proyectos para la construcción de una nueva sede propia y se eligió como ganadora la propuesta de los arquitectos Aquilino Guerra, Martín Möller y Jorge Vahedzian. Este nuevo edificio en la Avenida Corrientes 1543 fue inaugurado con un acto el 22 de noviembre de 2002.
Lo que interpeló al Instituto Movilizador de Fondos Cooperativos a crear el CCC fue la necesidad de un ámbito que promueva el trabajo interdisciplinario y colectivo en torno a las artes, las letras y las ciencias sociales en el marco de tiempos históricos de grandes batallas culturales.
El edificio, cuya superficie supera los 4500 metros cuadrados, cuenta con murales de prestigiosos pintores argentinos. Posee varias salas de uso múltiple con equipamientos especiales, camarines y depósitos, además de una sala destinada a exposiciones de artes plásticas, varias aulas, una planta destinada a biblioteca y otra de puestos de trabajo para los jóvenes becarios investigadores.
Desde 2005 lleva el nombre de Floreal Gorini en homenaje a quien fuera presidente del IMFC y creador y primer director del Centro.
En 2003, la Asociación de Cronistas del Espectáculo le otorgó un premio ACE en virtud de “la audacia de construir un nuevo centro cultural”, y en 2008 recibió el Diploma al Mérito a las entidades culturales otorgado por la Fundación Konex.

## Objetivos

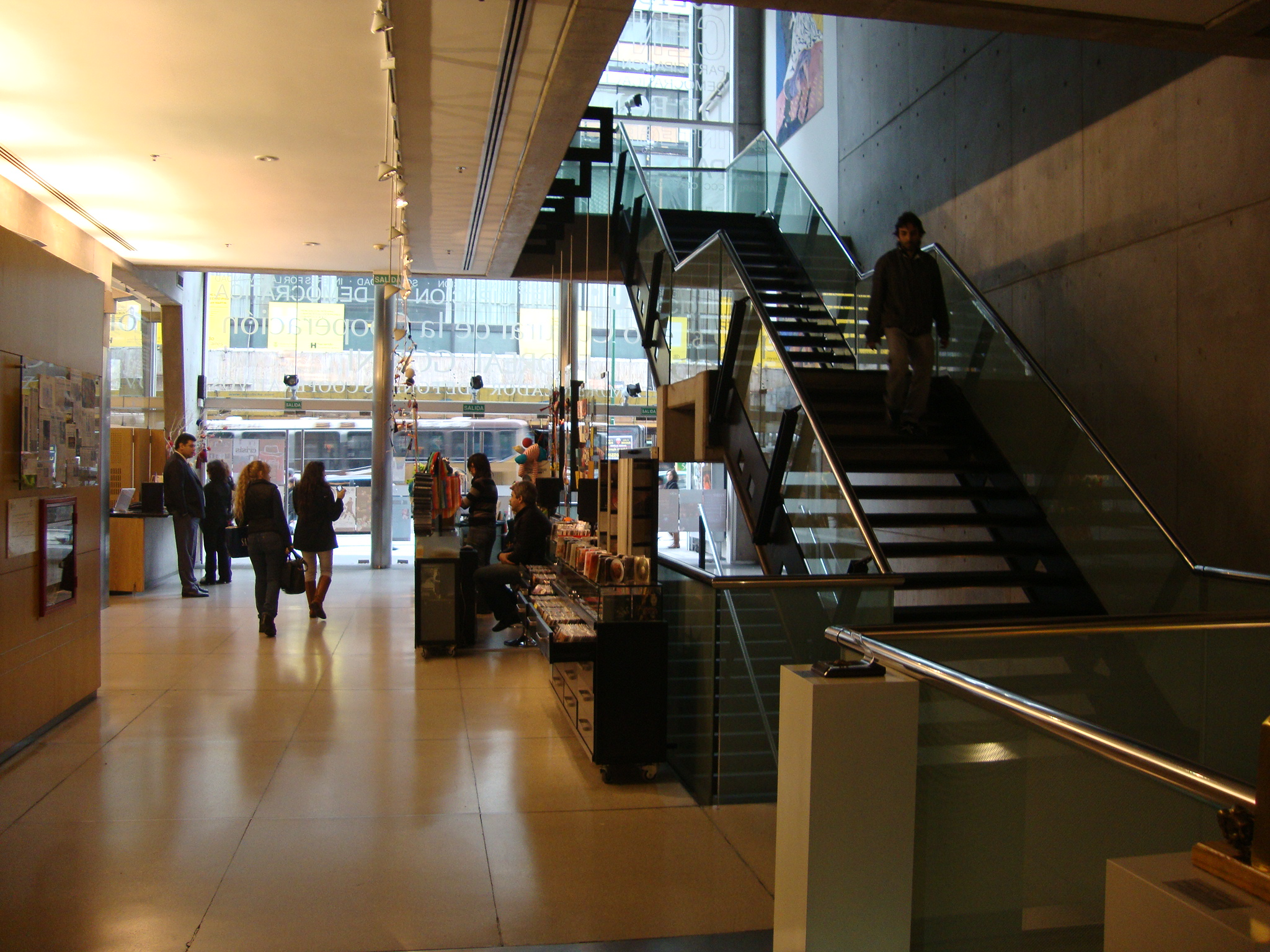
Hall de entrada y exposiciones.

1. Impulsar a través de diversas áreas y programas la realización de trabajos de investigación, elaboración y reflexión relacionados con las problemáticas contemporáneas y las experiencias históricas; y atender críticamente las agendas que instalan los medios de comunicación.
2. Vincular a las ciencias sociales con actividades artístico-literarias y del espectáculo, con proyectos pedagógicos, experimentales y de investigación que potencien la tradición cultural latinoamericana.[8]
3. Realizar actividades de formación para la constitución de grupos de potenciales animadores y facilitadores de proyectos sociales y culturales.
4. Realizar actividades participativas y de extensión en todas las áreas de trabajo.

## Actividad

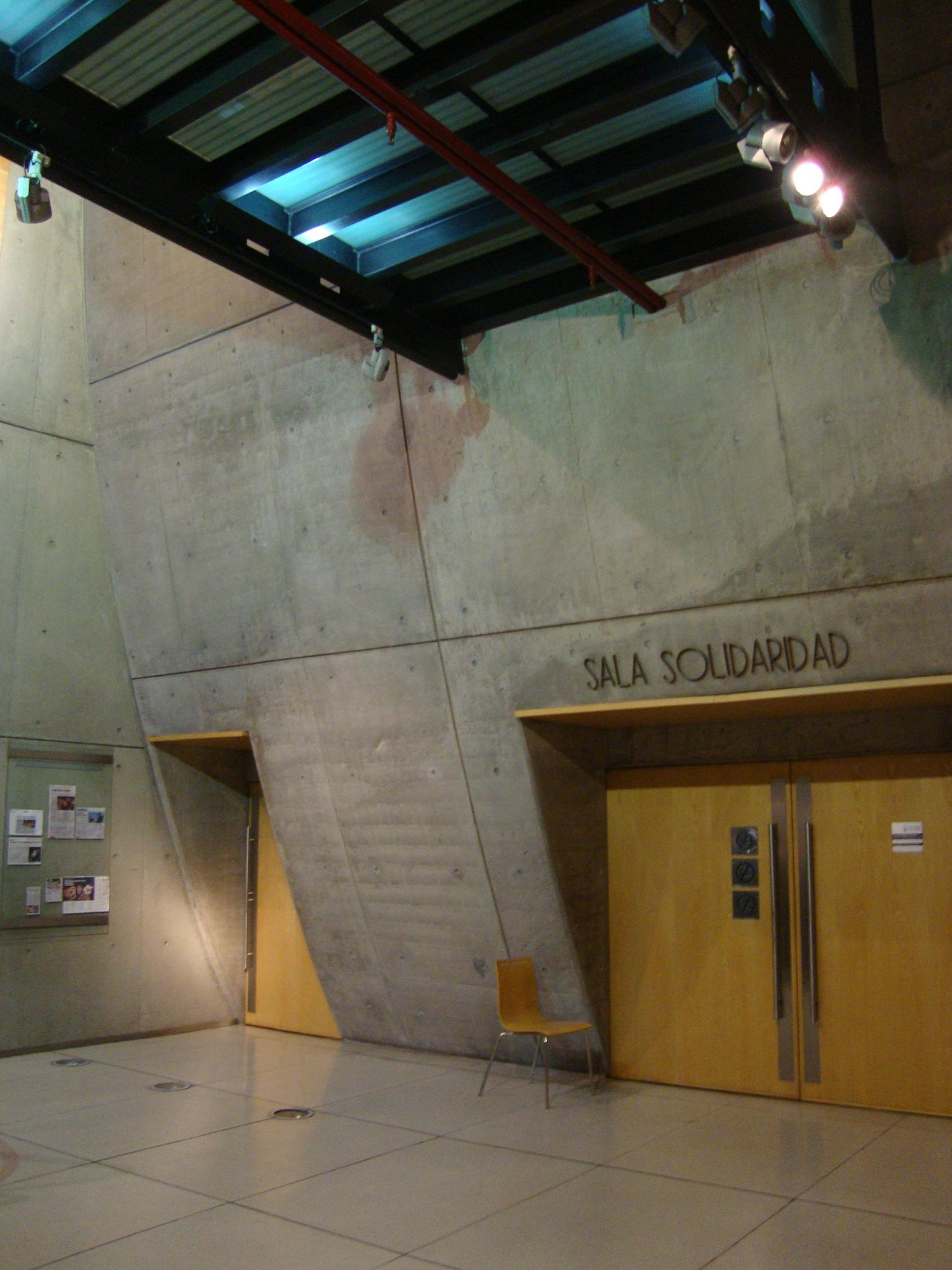
Sala "Solidaridad" (subsuelo)

El Centro Cultural está dividido en departamentos dedicados al arte (teatro, artes escénicas, cine, títeres y espectáculos infantiles, danza, música y varieté) y las ciencias sociales (Cooperativismo, Economía Política y Sistema Mundial, Comunicación, Historia, Salud, Educación, Política y Sociedad, Tango, Literatura y Sociedad e Ideas Visuales), en los que investigan más de 300 becarios. 
La Editorial del CCC edita cuadernos y libros con las investigaciones generadas por los becarios.
El Centro Cultural de la Cooperación posee un complejo de salas en las que se realiza una intensa actividad teatral. Entre otros, actuaron y/o dirigieron en ellas: Eduardo Pavlovsky, Norman Briski, Mauricio Kartun, Pompeyo Audivert, Cristina Banegas, Los Macocos, Ricardo Capellano, Ana María Bovo, Enrique Dacal, Laura Bove, Julio Ordano, Halasius Bradford, Marcelo Katz y Enrique Federman.
En conjunto con la Universidad Nacional de Río Cuarto (Córdoba), desarrolla el Programa Latinoamericano de Educación a Distancia en Ciencias Sociales (PLED), que fue concebido con el propósito de promover y diseminar el pensamiento crítico en las sociedades latinoamericanas. Está principalmente dirigido a colaborar en la formación teórica e intelectual de militantes, activistas y dirigentes de movimientos sociales, partidos políticos y otras organizaciones populares que resisten a los avances del capitalismo y luchan por la construcción de un mundo mejor.

## Biblioteca Utopía

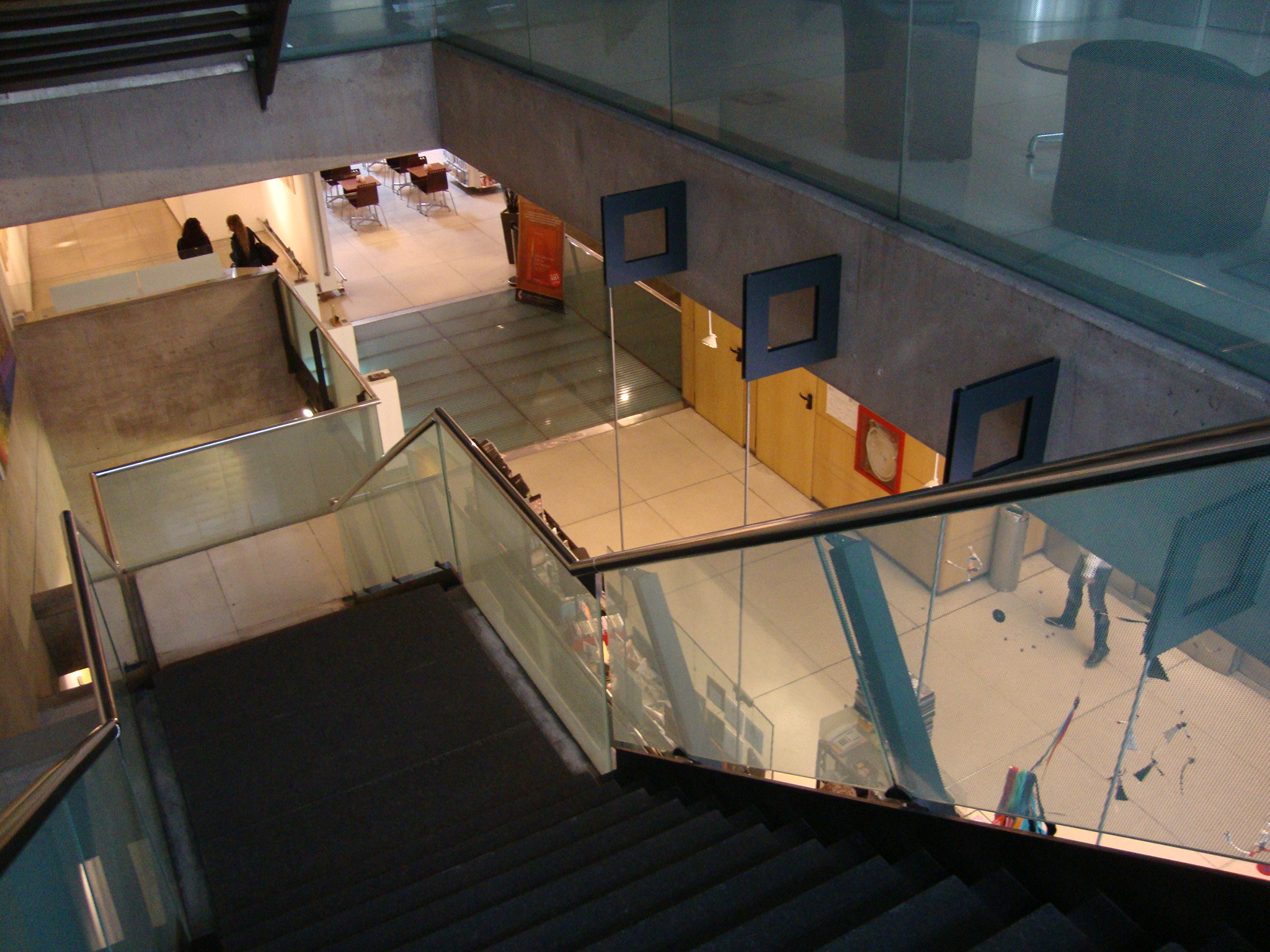
Escalera principal del edificio.

La Biblioteca del CCC es especializada con énfasis en el campo de las Ciencias Sociales y por su contenido responde a un público dedicado a la investigación. En la sección de libros y materiales no convencionales sus títulos están centrados en temas de historia en general, historia política argentina, economía, clásicos del marxismo, temas del movimiento cooperativo, el estudio de los movimientos obreros y populares.
En el cuarto piso, su colección bibliográfica alberga más de cuarenta mil volúmenes; con una Hemeroteca de más de 1.120 publicaciones periódicas (nacionales y extranjeras) en los ámbitos de Ciencias Sociales y Humanidades. Sus fondos son accesibles en línea y tiene una importante oferta de servicios en línea.